# ریچارد ویلسون (بازیگر اسکاتلندی)
ریچارد ویلسون (به انگلیسی: Richard Wilson) (زاده ژوئیه ۱۹۳۶) بازیگر اسکاتلندی است.

## فیلمشناسی
از کارهای معروف او می‌توان به بازی در سریال مرلین٬ گذرگاهی به هند، زنان و حرف‌های آنچنانی و دادگاه جزا اشاره کرد.